# ديفيد كروس (لاعب كرة قدم)
ديفيد كروس (بالإنجليزية: David Cross)‏ (8 ديسمبر 1950 في المملكة المتحدة - ) هو لاعب كرة قدم بريطاني في مركز الهجوم. لعب مع أريس ليماسول وأولدهام أثلتيك وبولتون واندررز وكوفنتري سيتي ومانشستر سيتي ونادي بوري ونادي روتشديل ونورويتش سيتي ووست بروميتش ألبيون ووست هام يونايتد وفانكوفر وايتكابس.

## وصلات خارجية
- ديفيد كروس على موقع قاعدة بيانات كرة القدم.إي يو (الإنجليزية)